# فرودگاه پیترماریتزبورگ
 فرودگاه پیترماریتزبورگ (به انگلیسی: Pietermaritzburg Airport) یک فرودگاه همگانی با کد یاتا PZB است که یک باند فرود آسفالت دارد و طول باند آن ۱۵۳۷ متر است. این فرودگاه در کشور آفریقای جنوبی قرار دارد و در ارتفاع ۷۳۹ متری از سطح دریا واقع شده است.